# Pollution par le plastique

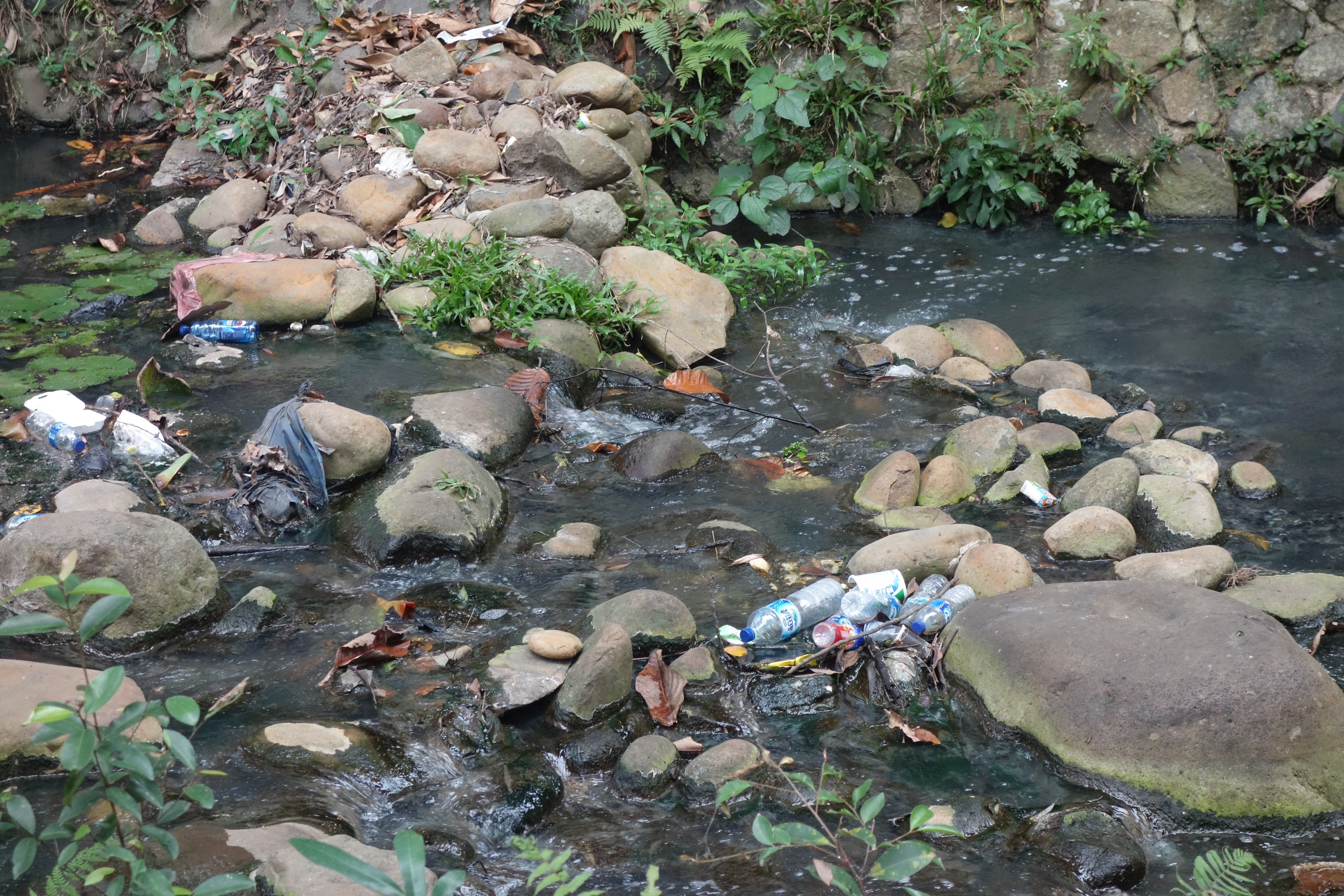
Déchets plastiques au jardin botanique de Bogor en Indonésie (2018).

La pollution par le plastique (ou « pollution plastique ») est la pollution, directe et indirecte, causée par la dispersion et l'accumulation dans l'environnement de déchets composés de matière plastique. Elle est aussi due aux produits de dégradation (micro- puis nanoplastiques, pigments, plastifiants et autres additifs) dispersés dans l'environnement au fur et à mesure que le plastique se dégrade. Ces particules minuscules sont ingérées par de nombreux organismes, perturbant les écosystèmes et remontant la chaîne alimentaire, jusqu'à l'homme.
En dépit d'efforts et de progrès locaux visant à réduire la consommation de plastique, à nettoyer les milieux, à encourager le recyclage, cette pollution est devenue un problème environnemental majeur, les sols, les sédiments, les cours d'eau et tous les écosystèmes terrestres étant déjà diversement affectés. Elle ne cesse de s'aggraver, on estime que 24 à 35 millions de tonnes de déchets plastiques s'ajoutent chaque année au stock dans le milieu aquatique. Elle a fait l'objet d'un premier traité international : le traité d'Ottawa.
Les conséquences de cette pollution sont multiples. Elles concernent notamment :
- la biodiversité :  la vie sauvage, ses habitats et les organismes vivants, les animaux marins étant particulièrement touchés. Les animaux le sont par l'ingestion de plastiques, par l'enchevêtrement dans les déchet et par l'exposition à des milliers de produits chimiques (colorants, plastifiants, métaux et autres additifs) libérés par les plastiques lors de leur vieillissement, de leur usures et dégradation ou par leur combustion. Secondairement, les êtres humains sont aussi touchés[1] ;
- la santé humaine, animale et écosystémique : les microplastiques, omniprésents dans notre vie quotidienne et dans l’environnement, pénètrent les organismes et ont des effets encore mal connus sur la santé. La plupart de ces composés interfèrent négativement avec la physiologie des êtres vivants, perturbant notamment divers mécanismes hormonaux. Micro- et nanoplastiques sont de plus en plus présents dans les organismes et leurs organes, et jusque dans le placenta humain ;
- les collectivités et l'économie, en raison notamment des coûts de gestion et de recyclage ou élimination des déchets plastiques, des coûts de restauration des écosystèmes et des impacts sur le tourisme et la pêche. Le système mondial de gestion de la production, utilisation, recyclage et élimination des matières plastique est défaillant. L'Industrie du plastique ne recycle qu'une faible part du plastique déjà produit ;
- le climat : le plastique contribue au dérèglement climatique, par les gaz à effet de serre émis durant son cycle de vie.

Les causes de cette pollution sont liées à la production massive de plastique, à son faible taux de recyclage effectif par l'industrie du plastique et à une gestion inadéquate des déchets. Les plastiques à usage unique, comme les sacs et les bouteilles, l'usure des pneus et des peintures routières sont particulièrement problématiques.
La pollution par le plastique est corrélée au fait que les plastiques sont massivement produits (essentiellement à partir de dérivés pétroliers), sont appréciés pour leur faible coût, leur durabilité et la variété des usages que l'on peut en faire. Cela a entraîné leur utilisation massive et souvent sous forme jetable, voire conçus pour être rapidement obsolescents. Leur durabilité en fait cependant des matériaux très persistants dans l'environnement, se fragmentant progressivement en microplastiques et nanoplastiques. D'infimes particules de plastiques sont désormais omniprésentes dans les océans et jusque dans les nappes et la plupart des organismes. Elle est également due à la faible dégradabilité des plastiques.

## État des lieux

### Statistiques
La masse des déchets plastiques progresse de plus de 3 % par an depuis 2010 et atteint à l'échelle mondiale 310 Mt (millions de tonnes) en 2016. Le WWF estime en mars 2019 que la production de plastique atteignait à 396 Mt en 2016 (soit l'équivalent de 53 kilogrammes pour chaque habitant de la planète) et pourrait dépasser 550 Mt dans 30 ans. Or un bon tiers de ces déchets plastiques, soit une centaine de millions de tonnes par an, échappe à tout traitement (mise en décharge, incinération, recyclage) et part se perdre dans la nature. Les neuf dixièmes vont se répandre et s'accumuler dans les écosystèmes terrestres, le reste finit dans les océans (près de 8 millions de tonnes par an). Le WWF prévoit que la pollution plastique cumulée des océans pourrait atteindre 300 Mt d'ici à 2030, sur la base des prévisions actuelles ; les mers du globe porteront alors le même poids de déchets que de poissons. Selon une  récente étude de la Banque mondiale, l'est de l'Asie et des pays du Pacifique est plus pollué, avec 57 Mt (millions de tonnes), que l'Europe et l'Asie centrale (45 Mt) et l'Amérique du Nord (35 Mt). À elle seule, la mer Méditerranée reçoit chaque année quelque 600 000 tonnes de plastiques sur les 24 Mt de déchets produits par ses 22 pays riverains. Le WWF a recensé plus de 270 espèces victimes d'enchevêtrement et plus de 240 victimes d'absorption de plastique. Les émissions de dioxyde de carbone résultant de l'incinération des déchets plastiques (15 % des déchets produits) ou de leur déversement à ciel ouvert (14 %) pourraient tripler d'ici à 2030 et atteindre annuellement 350 millions de tonnes.
Contrairement à une mauvaise interprétation d'une étude précédente qui attribuait 80% des plastiques dans l'océan à 10 fleuves, ce sont en fait 1000 fleuves qui fournissent 80% des déchets plastiques provenant de tous les fleuves qui se retrouvent dans l'océan, sans oublier les déchets présents dans les océan ne viennent pas que des fleuves.
Selon un rapport de l'ONU, en seulement 65 ans, l'homme a produit 9 milliards de tonnes de plastique. Depuis 1945, la production mondiale de plastique n'a cessé d'augmenter, atteignant 359 millions de tonnes en 2018. Cette valeur monte à 438 millions de tonnes si l'on prend en compte les plastiques utilisés dans les textiles et le caoutchouc synthétique, et elle est en forte croissance, poussée par le secteur de l'emballage, qui dépense un tiers des plastiques au niveau mondial, plastiques qui deviennent donc des déchets en même pas un an d'usage. Chaque seconde, 100 tonnes de déchets (sur les 4 milliards produites annuellement) finissent dans les mers et les océans, une grande partie de cette contamination du milieu marin par les plastiques (plus de 8 millions de tonnes de déchets plastiques déversées annuellement dans les océans).
Selon les opérations de nettoyage menées chaque année par Break Free From Plastic, organisation internationale qui réunit 1 700 mouvements de la société civile, les trois plus grand pollueurs de plastique de la planète en 2018 sont Coca-Cola, PepsiCo et Nestlé « qui représentent à eux seuls près de 45 % des déchets retrouvés dans les opérations de ramassage de l'ONG ». Au risque d'être accusées de greenwashing, les multinationales multiplient les promesses de réduction de l'impact environnemental de leurs emballages en plastique.
Une étude internationale publiée en septembre 2020 dans la revue Science par une équipe de chercheurs internationaux estime qu'entre 24 et 35 millions de tonnes de déchets plastiques pénètrent chaque année dans le milieu aquatique.
Le rapport « Mare Plasticum : The Mediterranean » publié en octobre 2020 par l’Union internationale pour la conservation de la nature (UICN) évalue à environ 229 000 tonnes la masse de déchets plastiques déversés chaque année dans la Méditerranée, masse qui pourrait doubler d'ici à 2040 si aucune mesure ambitieuse n'est rapidement prise. L'Égypte rejette à elle seule 74 000 tonnes de déchets plastiques par an, suivie par l'Italie (34 000 tonnes) et la Turquie (24 000 tonnes). Par tête d'habitant, le Monténégro apparaît comme le plus polluant (8 kilos par habitant et par an), devant la Bosnie-Herzégovine et la Macédoine (3 kilos).
En mai 2021, un rapport publié par la fondation australienne Minderoo estime que vingt entreprises produisent 55 % des plastiques à usage unique dans le monde. 19 % de ces déchets auraient été rejetés dans l’environnement.
En 2024, la production mondiale de plastique atteint 460 millions de tonnes, contre 2 millions de tonnes en 1950. La moitié est constituée de produits à usage unique. Le plastique représente 85 % des déchets marins, soit entre 75 et 199 Mt, dont 23 % de produits à usage unique. Les pays qui contribuent le plus à la production de déchets plastiques océaniques sont les Philippines (36 %), l'Inde (13 %), la Malaisie (7,5 %), la Chine (7 %) et l'Indonésie (5,75 %).

### Modes de nuisances
Les organismes vivants, en particulier les animaux marins, peuvent être endommagés soit par des effets mécaniques, tels que l'enchevêtrement dans des objets en plastique, des problèmes liés à l'ingestion de déchets plastiques, soit par l'exposition à des produits chimiques contenus dans les plastiques qui interfèrent avec leur physiologie.
La pollution plastique est due à la faible dégradabilité des plastiques.
Les microplastiques ont un comportement spécial, en particulier ils peuvent faire de façon naturelle le tour du monde très rapidement : emportés du sol ou des océans par les vents, ils vont jusque dans la troposphère, et voyagent alors comme s'ils étaient sur des autoroutes à toutes destinations, et arrivent dans des lieux qui pourraient être sans polluants, comme les hautes montagnes ou l’Antarctique. Certaines de ces particules de plastique, d'une taille de l'ordre du micromètre, pourraient être respirées. Ils se retrouvent par exemple aux sommets des Pyrénées, venant de l'Afrique du Nord, passant au-dessus de la mer Méditerranée, mais pouvant tout aussi bien transiter par l'Amérique du Nord pour arriver au même endroit. Les quantités relevées au pic du Midi d'Ossau sont sans risques pour la santé, mais, leur origine locale étant exclue, elles prouvent qu'il n'y a pas de zones préservées. Elles prouvent aussi qu'il n'y a pas de stockage naturel de ces particules quelque part sur la planète : la pollution plastique ne se résorbe pas. Il ne sert à rien d'envoyer ces déchets à l'étranger, espérant ne plus les voir : ils reviennent,.
Une estimation dénombre plus de 170.000 milliards de particules de microplastiques dans tous les compartiments marins, de la surface aux planchers océaniques où ils s'accumulent. De là, par la prédation et la pêche, ces particules regagnent tous les étages de la vie terrestre, jusqu'à l'homme. Elles se fragmentent en nanoparticules d'une taille inférieure à 0,001 millimètre, qui, ingérées dans un plat ordinaire de poisson, elles peuvent traverser la barrière intestinale, pénétrer dans la circulation sanguine et atteindre d'autres organes. Une étude du professeur Raffaele Marfella, de l'université de Naples, parue en 2024 dans The New England Journal of Medicine, montre que plus de la moitié des échantillons étudiés sur la plaque carotidienne de 304 patients contenait du polyéthylène et chez ces patients, le risque d'infarctus du myocarde ou d'AVC s'est révélé 4,53 fois plus élevé que chez les autres. Une étude de Matthew Campen, de l'université d'Albuquerque, publiée en 2025 dans la revue Nature, observe une accumulation importante de micro et de nanoplastiques dans une cohorte de cerveaux de personnes décédées présentant un diagnostic de démence documenté ; les concentrations mesurées atteignaient 5 milligrammes par gramme chez certaines de ces personnes.

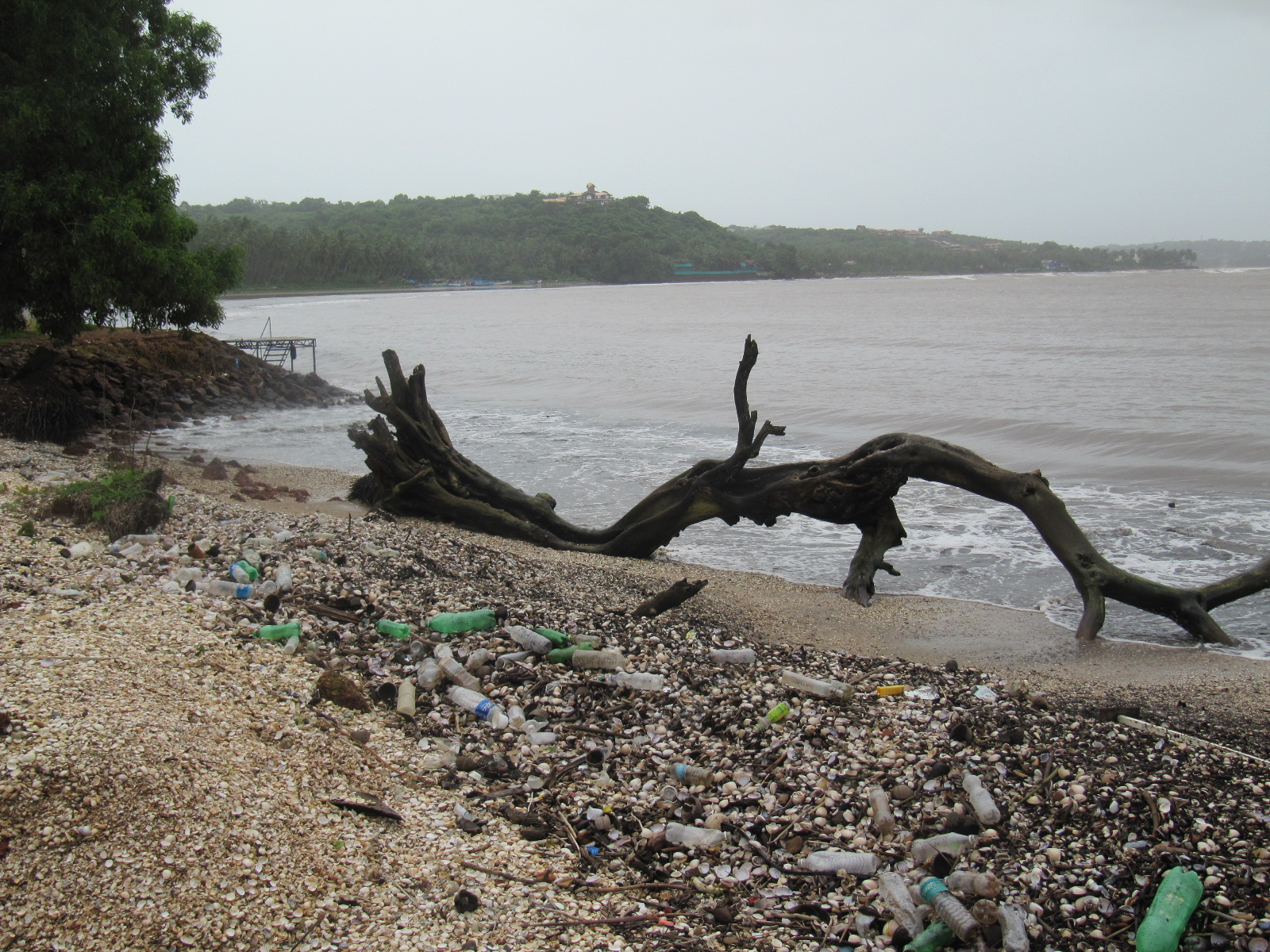
Déchets plastiques dans la « laisse de mer » de la plage de Coco Beach, en Inde.
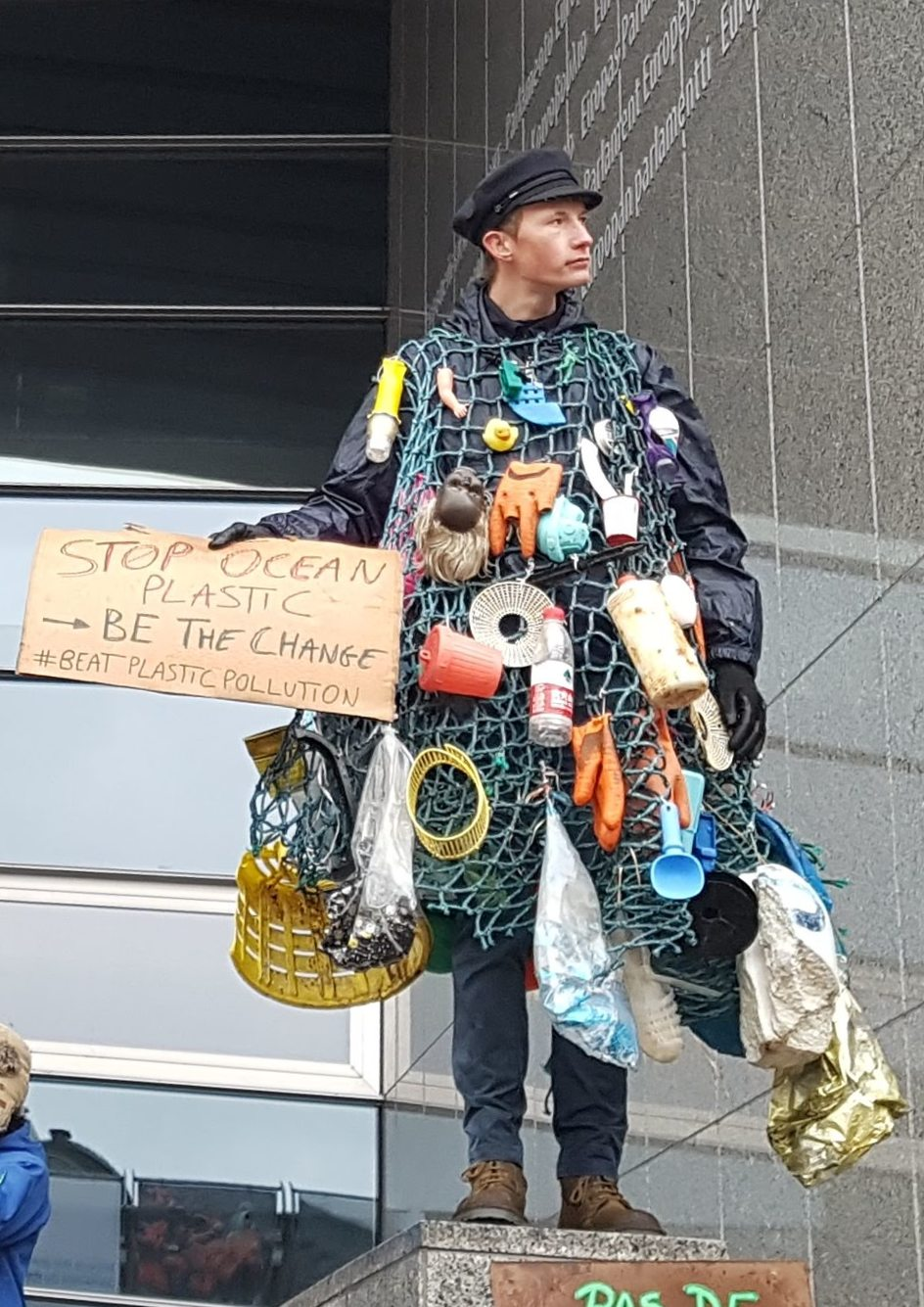
Manifestation contre la pollution plastique (Bruxelles, 2018).
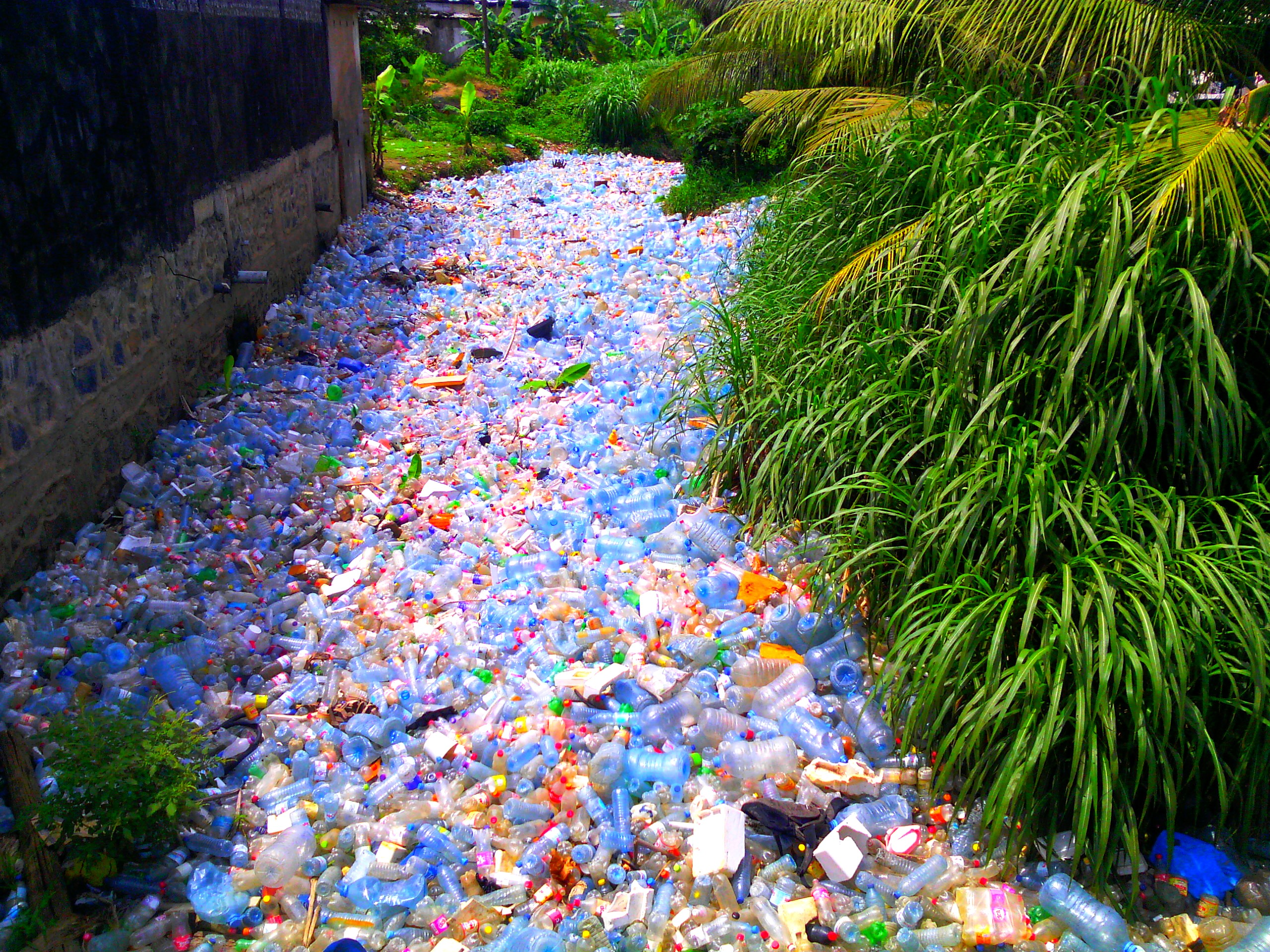
Cours d'eau au quartier Madagascar à Douala, Cameroun, submergé par la pollution plastique. Mai 2017.
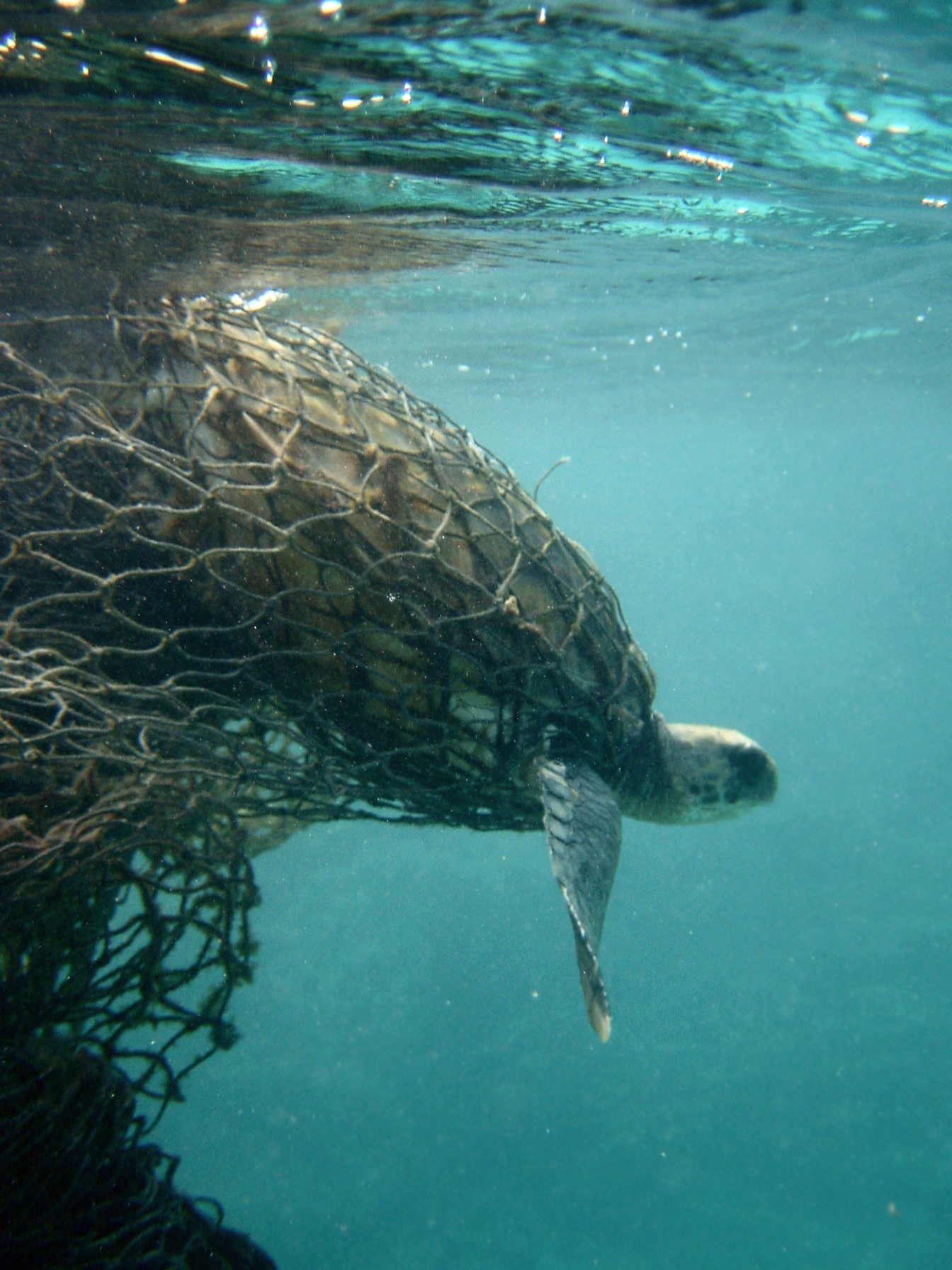
Une tortue de mer emmêlée dans un filet fantôme.
- Vidéo détaillant la pollution par les microplastiques (sous-titres en français)

## Lutte contre la pollution par les  plastiques
Diverses initiatives ont été prises pour réduire cette pollution en amont, par un meilleur tri et une meilleure récupération des déchets, et parfois par une réduction de la consommation du plastique accompagnant la promotion du recyclage du plastique.

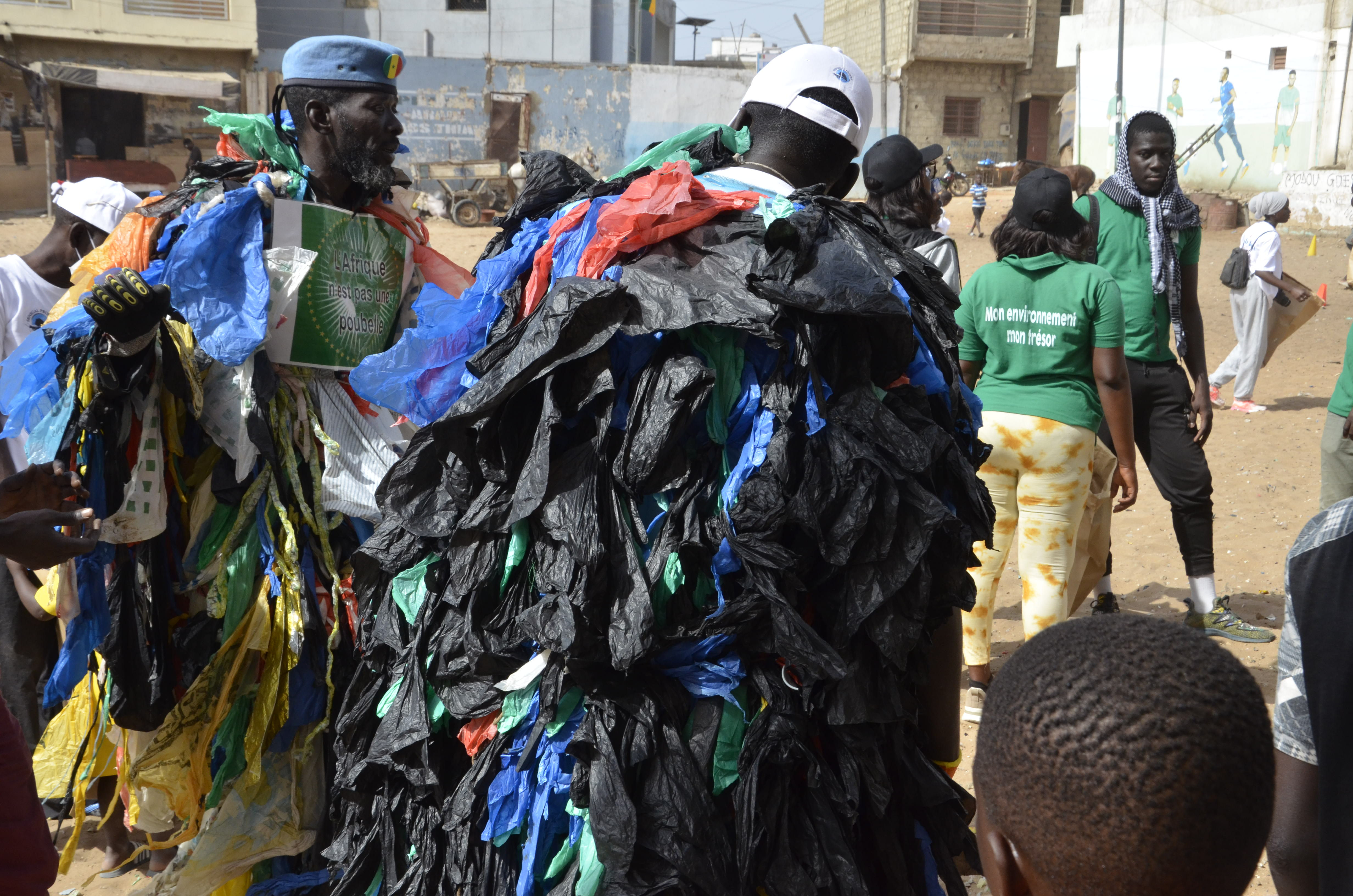
Des jeunes du Sénégal créent un déguisement entièrement composé de sachets en plastique pour sensibiliser les populations.

Des ONG dénoncent également l'usage abusif et croissant de microplastiques et microbilles de plastique dans les produits cosmétiques et de soins, et demandent aux décideurs et aux fabricants de bannir les microbilles de plastique de leurs produits.
En 2013, plusieurs États des États-Unis (notamment des États riverains des Grands Lacs) ont commencé à légiférer pour interdire ces produits, avec une interdiction effective avant fin 2016 pour les États de New-York et de Californie (avec un délai d'un an supplémentaire si le produit cosmétique est aussi reconnu comme médicament par la Food and Drug Administration).
Pour éviter la pollution plastique, certains pays comme le Rwanda ont adopté une nouvelle politique. En effet, dans ce pays, utiliser du plastique est passible d’une peine de  6 mois à 1 an d’emprisonnement et au Kenya de 4 ans. Il existe des contrôles dans les commerces où le moindre morceau de plastique détecté peut faire fermer le commerce. Le Rwanda a également pris comme mesure de sensibiliser les enfants à l’école sur les conséquences de la pollution plastique pour l'environnement et l’importance de recycler. Cette sensibilisation est également présente dans le cadre politique. À la suite de cela, beaucoup de personnes nettoient d’elles-mêmes la rue.
Une étude commandée par le Sénat à l'Office parlementaire d'évaluation des choix scientifiques et technologiques, dite Opecst, montre que la situation en France en 2020 est mauvaise. Le modèle reposant sur le recyclage est un échec. Le recyclage n'est pas rentable. Le taux de plastique recyclé est en France en 2018 de 24,2 %, taux qualifié de médiocre par cet organisme. De nombreux plastiques ne sont pas recyclables, et divers plastiques fabriqués dans le passé contiennent des substances devenues interdites. Les politiques de réduction de la consommation de plastiques sont trop limitées ; l'interdiction des sacs à usage unique, à partir de 2016, même suivie en 2022 de l'interdiction de l'emballage des fruits et légumes, est complètement insuffisante. La solution, selon cet organisme, est de revoir nos modes de production et de consommation, et surtout de surconsommation,.
L'Union européenne institue une taxe, appliquée à partir du 1er janvier 2021, sur le poids des déchets d'emballages plastiques non recyclés, avec un taux de 80 centimes d'euro par kilogramme. La France, pénalisée par son taux de recyclage médiocre, pourrait devoir verser 1,3 à 1,4 milliard d'euros par an pour s'en acquitter ; l'État pourrait décider d'en répercuter le coût sur les éco-organismes, sur les collectivités locales ou sur les distributeurs et fabricants.
En 2022, des négociations démarrent dans le cadre de l'ONU, afin d'aboutir à un traité international contre la pollution plastique. La deuxième session d'un cycle qui doit en compter cinq se tient à Paris du 29 mai au 2 juin au siège de l'Unesco : les 175 pays présents décident qu'une première version du futur traité serait rédigée d'ici à la prochaine session de discussions, prévue pour novembre 2023 à Nairobi au Kenya. Plusieurs pays, gros consommateurs et producteurs de pétrole ou de plastiques (pays du Golfe et notamment Arabie saoudite, Chine, Brésil, Inde), refusent que le texte puisse être adopté à une majorité des deux tiers. Les pays les plus ambitieux prônent une action volontariste sur la production, et les autres estiment que s'attaquer aux déchets suffira. La Coalition pour une haute ambition menée par la Norvège et le Rwanda, comptant 53 pays, dont l'Union Européenne, a rallié cinq nouveaux membres, dont le Japon.
Par ailleurs, la pêche est une contributrice majeure de la pollution par le plastique plastique des océans. Plus des trois quarts des débris flottants du vortex de déchets du Pacifique nord proviennent d'activités de pêche.
La 3e Conférence des Nations unies sur l'océan (UNOC3), qui se déroulera à Nice du 9 au 13 juin 2025, préparera un traité international contre la pollution plastique, qui pourrait être signé à Genève le 5 août 2025. À la fin mai, 100 pays, sur 170 impliqués dans ce traité, ont signé une proposition visant à réduire la production mondiale de plastique, et 94 pays soutiennent la création d'un cadre juridique contraignant « pour éliminer progressivement les produits plastiques les plus nocifs et les substances chimiques préoccupantes qu'ils contiennent ».

## Typologie de pollutions par le plastique

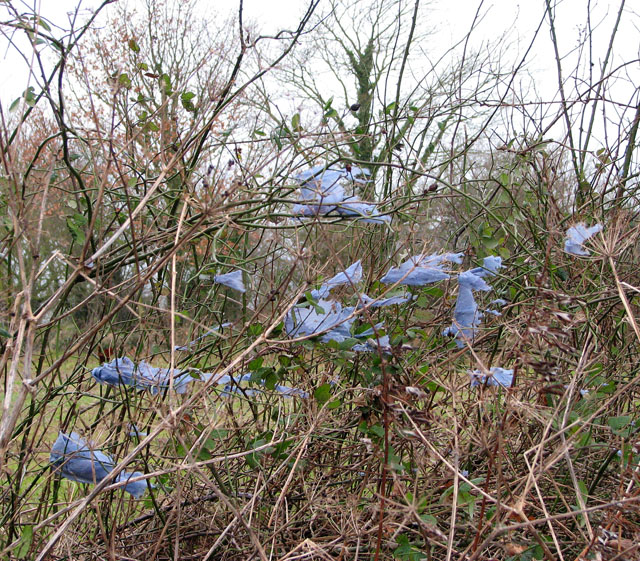
Pollution plastique sur des plantes.

La pollution plastique est constituée :
- d'amoncellement de (macro-)déchets, avec notamment une accumulation de déchets en mer (portés par le vent, la pluie et les cours d'eau), la pollution de l'eau par les déchets et fragments ou microparticules de plastiques ;
- des microplastiques issus de la dégradation d'éléments plus gros sous l'effet des éléments (eau, soleil, usure, etc.) remontant la chaine alimentaire ;
- de l'arrivée dans les cours d'eau puis en mer de microbilles de plastique issues de produits cosmétiques et de produits de soins du corps en contenant (plus de six cents produits différents rien qu'aux États-Unis[31]).

## Droit
La directive (UE) 2019/904 du 5 juin 2019 vise « la réduction de l'incidence de certains produits en plastique sur l'environnement ».
En France, la loi no 2020-105 du 10 février 2020 relative à la lutte contre le gaspillage et à l'économie circulaire doit contribuer à mieux recycler le plastique.